# إبراهيم قنبر
إبراهيم قنبر (مواليد 1 أبريل 1990) لاعب كرة قدم إماراتي يجيد اللعب في الوسط.
لعب سابقاً لأندية الشباب والشعب و دبا الفجيرة والذيد .

## روابط خارجية
- إبراهيم قنبر على موقع Soccerway.com (الإنجليزية)